# 王鉴 (1968年)
王鉴（1968年—），甘肃人，教育学博士，云南师范大学教授，中国教育部长江学者特聘教授，主要从事课程与教学论领域的研究与教学工作。

## 生平
1987年毕业于西北师范大学教育系，获学士学位并留校任教；1996年，获得西北师范大学教育科学研究所课程与教学论专业硕士学位；1999年，获得西北师范大学教育学院课程与教学论专业博士学位，其后，王鉴曾在多伦多大学安大略教育学院、华盛顿大学多元文化教育中心等机构担任访问学者。现任云南师范大学教授。

## 社会兼职
- 中国教育学会教育学分会常务理事
- 中国少数民族教育研究会常务理事
- 全国教育人类学专业委员会副理事长
- 全国教学论专业委员会常务理事

## 荣誉
- 中国教育部长江学者特聘教授
- 中国国家百千万人才工程国家级人选
- 享受中国国务院政府特殊津贴专家

## 主要著作
- 《课堂研究概论》
- 《课堂研究方法》
- 《民族教育学》
- 《实践教学论》